# Johannes Hasselquist
Johannes Johansson Hasselquist, född 21 mars 1860 i Nöbbele, Kronobergs län, död 18 augusti 1921 i Oscars församling, Stockholm, var en svensk tunnbindare och riksdagspolitiker. Han var far till dansaren och skådespelaren Jenny Hasselquist.
Hasselquist var ledamot av riksdagens andra kammare under mandatperioden 1909-1911, invald i Stockholms stads första valkrets. Han är begravd på Sandsborgskyrkogården i Stockholm.